# Królówka (Orzesze)
Królówka (niem. Kralowka czes. Kralovka) – mała dzielnica Orzesza położona w południowej części miasta. Ze wszystkich stron otoczona lasami.

## Historia
Według późnej polskiej legendy nazwa wsi pochodzi od traktu, którym król Jan III Sobieski szedł pod Wiedeń (kral - król). W rzeczywistości jednak trakt miał miejsce w zupełnie innym miejscu, na Górnym Śląsku przechodził przez Tarnowskie Góry, Racibórz i Opawę. Osada powstała w XIII lub XIV w. Do 1720 r. należała do rodu Woszczyckich, potem była już częścią gminy Woszczyce. Od 1782 r. Woszczyce były własnością barona Ludwika von Ruesch, potem nabyta przez von Sack'a, a następnie pułkownika Andrzeja Witowskiego, po nim przejęta w 1836 r. przez przemysłowca Franza von Wincklera.

## Transport
Dzielnica znajduje się w pobliżu 81 drogi krajowej nr 81, jednak droga nie przechodzi przez nią.
Podczas plebiscytu w 1921 r. zdecydowanie zwyciężyła tutaj opcja polska - głosowało za nią 151 osób, natomiast za Niemcami tylko 4.